# Dimorphanthera parviflora
Dimorphanthera parviflora är en ljungväxtart som beskrevs av J. J. Smith. Dimorphanthera parviflora ingår i släktet Dimorphanthera och familjen ljungväxter. Inga underarter finns listade i Catalogue of Life.